# 웡다이신구

웡다이신 구의 위치

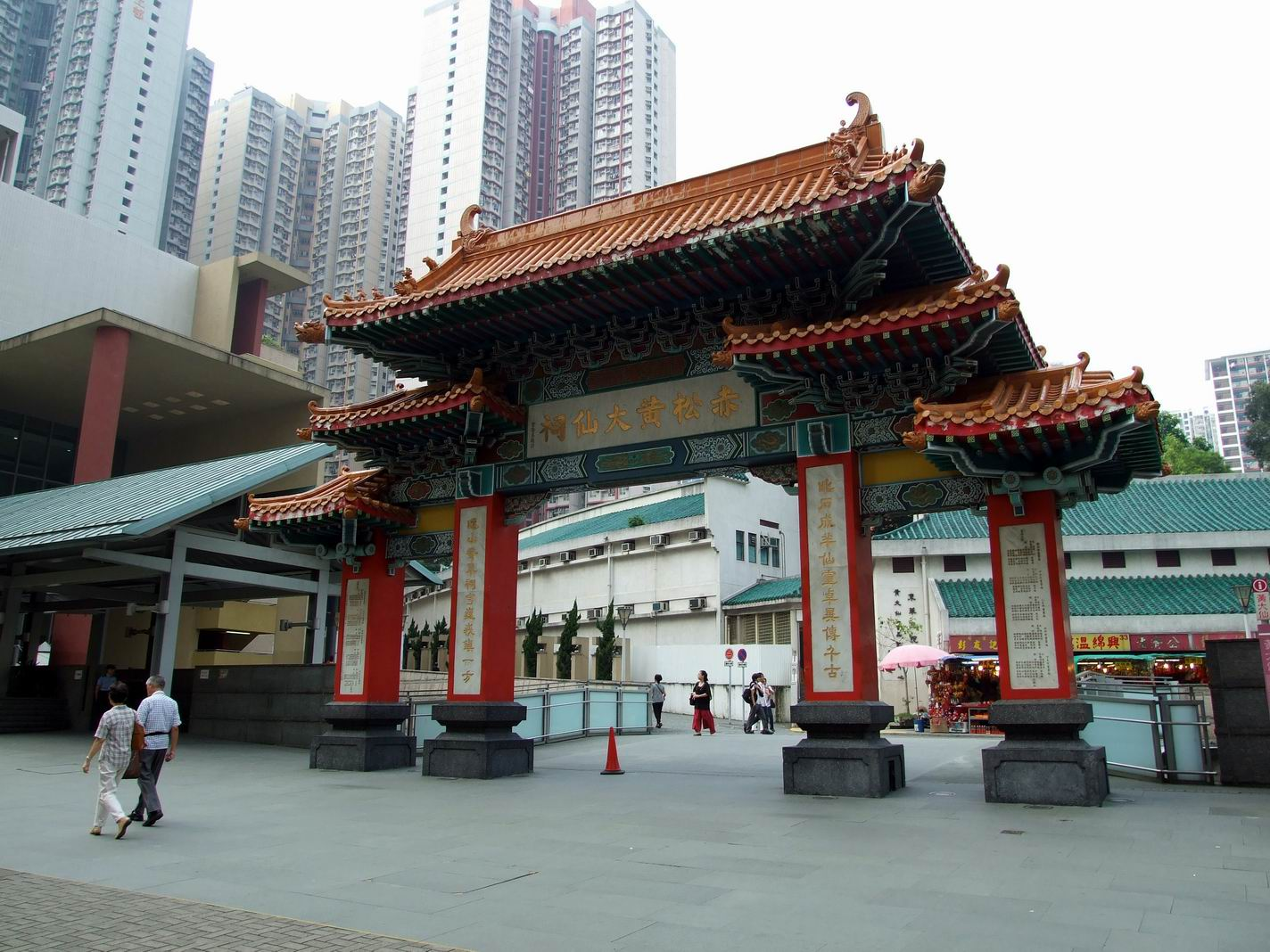
웡다이신 사의 패루

웡다이신구(웡타이씬 구, 한국어: 황대선구, 중국어: 黃大仙區, 병음: Huáng dà xiān qū 황다셴[*], 영어: Wong Tai Sin District)는 홍콩의 18개 구의 하나로, 홍콩섬의 유일한 내륙구이다. 면적은 9.36km2이고 인구는 2016년 기준으로 425,235명이다. 18개 구 중에서 교육 수준, 평균 수입이 가장 낮고 인구 밀도가 2번째로 높다.
구는 쥔섹산(鑽石山, Diamond Hill), 왕타우함(橫頭磡, Wang Tau Hom), 록푸(樂富, Lok Fu), 쭉윈(竹園, Chuk Yuen), 웡다이신(黄大仙, Wong Tai Sin), 치완산(慈雲山, Tsz Wan Shan) 등의 지구를 포함하고 몇 개의 공공 주택단지가 있다. 구민의 85% 이상이 공공 주택에 살고 있다.
구의 이름은 이곳에 위치한 황대선을 봉헌한 웡타이신 사에서 유래한 것이다. 당나라 양식으로 세워진 즈롄 정원이 있다.
또한 홍콩의 구 중에서 유일한 내륙구이다.

## 같이 보기
- 홍콩의 지역 목록